# Чарльз Скрайвер
Чарльз Роберт Скрайвер (англ. Charles Robert Scriver; 7 листопада 1930, Монреаль — 7 квітня 2023, там же) — канадський науковець, що спеціалізувався в галузі медичної генетики. Автор досліджень спадкових дефектів обміну речовин, автор методів боротьби з фенілкетонурією та дитячим рахітом, головний редактор довідкового видання «Метаболічні та молекулярні основи спадкових захворювань». Член Канадського та Лондонського королівських товариств, компаньйон ордена Канади (1996; офіцер з 1985), великий офіцер Національного ордену Квебеку, член Канадської зали медичної слави (2001).

## Біографія
Народився в Монреалі 1930 року, єдина дитина в сім'ї. Батько — лікар-терапевт Волтер де Муйп'є Скрайвер, головний лікар Королівської лікарні Вікторії в Монреалі. Мати — педіатр Джессі Меріон Бойд Скрайвер, спеціалістка з серпоподібноклітинної анемії. Закінчивши колеж Нижньої Канади, 1948 року вступив до Університету Макгілла, де вивчав географію та порівняльне літературознавство. Здобув ступінь бакалавра з відзнакою у 1950 році, але, відмовившись на цей момент від кар'єри географа, продовжив навчання в медичній школі того ж університету.
Під час навчання зав'язав тісні стосунки з Естер Перс, дочкою керівника радіологічного відділення Королівської лікарні Вікторії. Вони одружилися 1956 року, наступного року після того, як Чарльз, також з відзнакою, здобув ступінь доктора медицини. 1956 року завершив інтернатуру в Королівській лікарні Вікторії. Завдяки протекції одного з викладачів Алана Росса отримав пропозицію продовжити навчання при Дитячій лікарні Бостона — основному навчально-медичному центрі Гарвардського університету. Під час резидентури в Бостоні брав участь у дослідженнях генетичних захворювань системи обміну речовин. Зацікавившись можливостями паперової хроматографії в діагностиці вроджених дефектів метаболізму, 1958 року з дружиною і новонародженою дочкою вирушили до Лондона, де як стипендіат Маклаглінівської стипендії для студентів за кордоном провів два роки в лабораторії Чарльза Дента.
Під час перебування в Лондоні Скрайвер використав нові знання з розподільної хроматографії для аналізу клінічного матеріалу одного зі своїх пацієнтів у Бостоні. Це привело його до відкриття раніше невідомого дефекту обміну речовин, який отримав назву «гіперпролінемія», та нової системи ренального транспорту. Результати цих досліджень були опубліковані в журналі «Nature» та «New England Journal of Medicine», створивши Скрайверу стійку репутацію в науковому суспільстві.
Після повернення до Канади у 1960 році розпочав роботу у відділенні педіатрії Університету Макгілла. Наступного року заснував при Монреальській дитячій лікарні лабораторію біохімічної генетики. 1967 року у співпраці з Керол Клоу довів дієтичну причину хронічного дефіциту вітаміну D — фактора, що впливає на розвиток дитячого рахіту, широко поширеного у Квебеку. Виступ Скрайвера перед комісією Кастонге, яка розробляла реформу системи охорони здоров'я у Квебеку, призвела до того, що вітамін D у цій провінції почали централізовано додавати до молока. Як наслідок за короткий час частота цього захворювання у Квебеку знизилася в сто разів — з одного випадку на 200 дітей до одного випадку на 20 тисяч. 1974 року, зі створенням Національного центру розподілу продуктів для лікування метаболічних захворювань, Скрайвер став його першим директором.
Завдяки Скрайверу у Квебеку було налагоджено скринінгове обстеження учнів старших класів, метою якого була ідентифікація носіїв генів, які відповідають за розвиток хвороби Тея — Сакса та таласемії. Ця програма у поєднанні з роз'яснювальною роботою серед виявлених носіїв призвела до зниження частоти обох захворювань більш ніж на 90 %. Скрайвер з колегами й учнями приділяв значну увагу дослідженню фенілкетонурії — вродженому дефекту метаболізму амінокислот. Ці дослідження привели до створення синтетичного тетрагідробіоптерину, що надалі вироблявся під торговою маркою Kuvan, і розробки недієтичного методу лікування фенілкетонурії з використанням фенілаланінаміакліази.
У 1980-х роках брав участь у створенні міжнародної комп'ютеризованої бази даних по мутаціях фенілаланінгідроксилази (PAHdb). Ця база, один із ранніх проєктів у галузі біоінформатики, стала прототипом проєкту «Варіом людини», який своєю чергою був попередником проєкту геному людини. Скрайвер виступив як редактор-упорядник 6—8 видань енциклопедичного довідника «Метаболічні та молекулярні основи спадкових захворювань» (англ. The Metabolic and Molecular Bases of Inherited Diseases), що став однією з фундаментальних публікацій у цій галузі, а пізніше був почесним редактором інтернет-версії цього довідника. Разом із Бартоном Чайлдсом редагував нове видання книги Гаррода «The Inborn Factors of Disease».
Наприкінці життя протягом понад десятиліття Скрайвер страждав на хворобу Паркінсона. Помер у квітні 2023 року в Монреалі у віці 92 років, залишивши по собі дружину та чотирьох дітей.

## Визнання
Наукова робота та діяльність з боротьби зі спадковими захворюваннями принесли Чарльзу Скрайверу професійне визнання. Він був, серед іншого, членом Канадського товариства клінічних досліджень (президент у 1975 році), міжнародного Товариства педіатричних досліджень, Інституту популяційних досліджень, Американського товариства генетики людини (президент у 1986 році) та Американського педіатричного товариства спадкових метаболічних захворювань. 1973 року Скрайвер став членом Королівського товариства Канади, 1991 року — Лондонського королівського товариства. Йому було надано звання почесного доктора Манітобського університету (1992), Університету Британської Колумбії (2002) та Університету Макгілла (2007).
1985 року став офіцером ордена Канади, 1996 року підвищений до компаньйона — вищого ступеня цього ордена. З 1997 року — великий офіцер Національного ордену Квебеку. 2001 року його ім'я включили до списків Канадської зали медичної слави. Член Академії великих монреальців з 2001 року та командор ордена Монреаля з 2016 року. У 1979 році відзначений Міжнародною премією Гайрднера (Канада), 1981 року — Меморіальної медалі Маклагліна від Королівського товариства Канади, 1995 року — премії Вайлдера Пенфілда від уряду Квебека, у 2010 році — Поллінівської премії за педіатричні дослідження (США).